# Bir Moghrein
Bir Moghrein (in arabo بير مغرين) è un centro abitato della Mauritania, situato nella Regione di Tiris-Zemmour.